# فيشر ستيفنز
فيشر ستيفنز (بالإنجليزية: Fisher Stevens) (و. 1963 – م) هو ممثل، وممثل مسرحي، وكاتب، ومخرج سينمائي، وممثل تلفزيوني من الولايات المتحدة الأمريكية . ولد في شيكاغو . انتقل من موطنه شيكاغو إلى نيويورك في سن الثالثة عشرة لمتابعة مهنة التمثيل، حاول دون جدوى للحصول على أي نوع من العمل، على الرغم من أنه عاش في مدينة نيويورك لأكثر من عقد من الزمان، حيث بدأ مع بعض الممثلين الآخرين، بدأ ستيفنز العمل مسرحيًا.

## روابط خارجية
- فيشر ستيفنز على موقع IMDb (الإنجليزية)
- فيشر ستيفنز على موقع روتن توميتوز (الإنجليزية)
- فيشر ستيفنز على موقع قاعدة بيانات الأفلام العربية
- فيشر ستيفنز على موقع ألو سيني (الفرنسية)
- فيشر ستيفنز على موقع تيرنر كلاسيك موفيز (الإنجليزية)
- فيشر ستيفنز على موقع أول موفي (الإنجليزية)
- فيشر ستيفنز على موقع قاعدة بيانات برودواي على الإنترنت (الإنجليزية)
- فيشر ستيفنز على موقع قاعدة بيانات برودواي على الإنترنت (الإنجليزية)
- فيشر ستيفنز على موقع قاعدة بيانات الأفلام السويدية (السويدية)
- فيشر ستيفنز على موقع إن إن دي بي (الإنجليزية)